# Witalij Ponomar
Witalij Wadymowycz Ponomar, ukr. Віталій Вадимович Пономар (ur. 31 maja 1990 w Kupiańsku, w obwodzie charkowskim) – ukraiński piłkarz, grający na pozycji napastnika.

## Kariera piłkarska

### Kariera klubowa
Wychowanek klubu Mrija Kupiańsk oraz Szkoły Sportowej w Czerkasach, barwy których bronił w juniorskich mistrzostwach Ukrainy (DJuFL). Pierwszy trener Jurij Hreczannykow. W 2007 rozpoczął karierę piłkarską w Komunalnyku Ługańsk, dokąd został wypożyczony z Szachtara Donieck. Potem występował w trzeciej drużynie Szachtara. W czerwcu 2009 został wypożyczony do FK Ołeksandrija. Na początku 2010 został zaproszony do FK Połtawa. Latem 2010 przeszedł do Szachtara Swerdłowśk. Po 3 sezonach w lipcu 2013 przeniósł się do klubu UkrAhroKom Hołowkiwka. Po fuzji klubu z Hołowkiwki z PFK Oleksandria latem 2014 ponownie został piłkarzem oleksandrijskiego klubu. 31 maja 2019 opuścił FK Oleksandrija. 22 lipca 2019 przeszedł do Wołyni Łuck.

## Sukcesy i odznaczenia

### Sukcesy piłkarskie
FK Oleksandrija
- mistrz Ukraińskiej Pierwszej Ligi: 2014/15
- brązowy medalista mistrzostw Ukrainy: 2018/19